# Алай (приток Терешки)
Ала́й — река в России, протекает в Балтайском районе Саратовской области. Устье реки находится в 98 км по правому берегу реки Терешки. Длина реки составляет 87 км. Площадь водосборного бассейна — 1670 км².

## Притоки
Основные притоки:
- В 25 км от устья, по правому берегу реки впадает река Горячка.
- В 31 км от устья, по левому берегу реки впадает река Донгуз.
- В 40 км от устья, по правому берегу реки впадает река Барнуковка.
- В 59 км от устья, по левому берегу реки впадает река Кочелай.

## Данные водного реестра
По данным государственного водного реестра России относится к Нижневолжскому бассейновому округу, водохозяйственный участок реки — Терешка от истока и до устья, речной подбассейн реки — подбассейн отсутствует. Речной бассейн реки — Волга от верховий Куйбышевского вдхр. до впадения в Каспий.
Код объекта в государственном водном реестре — 11010001912112100010516.